# Grzegorz Maroń
Grzegorz Maroń (ur. 1982) – polski prawnik, doktor habilitowany nauk prawnych, profesor Uniwersytetu Rzeszowskiego, specjalista w zakresie teorii i filozofii prawa.

## Życiorys
W 2005 ukończył studia prawnicze na Wydziale Prawa i Administracji Uniwersytetu Rzeszowskiego. 23 czerwca 2010 na podstawie napisanej pod kierunkiem Leszka Leszczyńskiego rozprawy pt. Zasady prawa – pojmowanie i typologie a rola w wykładni prawa i orzecznictwie konstytucyjnym otrzymał na Wydziale Prawa i Administracji Uniwersytetu Marii Curie-Skłodowskiej w Lublinie stopień naukowy doktora nauk prawnych nauk prawnych w zakresie prawa, specjalność: teoria i filozofia prawa. Tamże 22 maja 2019 na podstawie napisanej rozprawy pt. Integralność religijna sędziego oraz argumentacja religijna w amerykańskim procesie orzeczniczym otrzymał stopień doktora habilitowanego nauk prawnych.
Profesor Uniwersytetu Rzeszowskiego w Zakładzie Nauk Historyczno i Teoretyczno Prawnych Instytutu Nauk Prawnych Uniwersytetu Rzeszowskiego. 1 września 2020 został wybrany na zastępcę dyrektora Instytutu Nauk Prawnych Uniwersytetu Rzeszowskiego.